# Hillsborough (Carolina del Nord)
Hillsborough és una població dels Estats Units i seu del comtat d'Orange a l'estat de Carolina del Nord. Segons el cens del 2008 tenia 5.653 habitants.

## Demografia
Segons el cens del 2000, Hillsborough tenia 5.446 habitants, 2.101 habitatges i 1.428 famílies. La densitat de població era de 459,1 habitants per km².
Dels 2.101 habitatges en un 34,9% hi vivien nens de menys de 18 anys, en un 42,9% hi vivien parelles casades, en un 20,9% dones solteres, i en un 32% no eren unitats familiars. En el 26,2% dels habitatges hi vivien persones soles el 9,6% de les quals corresponia a persones de 65 anys o més que vivien soles. El nombre mitjà de persones vivint en cada habitatge era de 2,48 i el nombre mitjà de persones que vivien en cada família era de 2,99.
Per edats la població es repartia de la següent manera: un 26,2% tenia menys de 18 anys, un 7,2% entre 18 i 24, un 32,7% entre 25 i 44, un 21,1% de 45 a 60 i un 12,8% 65 anys o més.
L'edat mediana era de 36 anys. Per cada 100 dones de 18 o més anys hi havia 81 homes.
La renda mediana per habitatge era de 40.111 $ i la renda mediana per família de 46.793 $. Els homes tenien una renda mediana de 36.636 $ mentre que les dones 29.052 $. La renda per capita de la població era de 21.818 $. Entorn de l'11% de les famílies i el 12,6% de la població estaven per davall del llindar de pobresa.

## Poblacions més properes
El següent diagrama mostra les poblacions més properes.